# العنم (ريمة)

تعديل مصدري - تعديل

 العنم  هي قرية جبلية في عزلة بني الحرازي بمديرية الجعفرية التابعة لمحافظة ريمة. عدد سكانها 375 عام 2004.